# Dietersdorf am Gnasbach
Dietersdorf am Gnasbach là một đô thị thuộc huyện Radkersburg thuộc bang Steiermark, nước Áo. Đô thị Dietersdorf am Gnasbach có diện tích 6,56 km², dân số thời điểm cuối năm 2005 là 393 người.